# Östra Vinträsket
Östra Vinträsket är en sjö i Sorsele kommun i Lappland och ingår i Umeälvens huvudavrinningsområde. Sjön har en area på 0,179 kvadratkilometer och ligger 319,3 meter över havet.

## Delavrinningsområde
Östra Vinträsket ingår i det delavrinningsområde (723624-161130) som SMHI kallar för Ovan VDRID = Mattjokbäcken i Vindelälvens vattend*. Medelhöjden är 319 meter över havet och ytan är 49,72 kvadratkilometer. Räknas de 516 avrinningsområdena uppströms in blir den ackumulerade arean 7 804,66 kvadratkilometer. Vindelälven som avvattnar avrinningsområdet har biflödesordning 2, vilket innebär att vattnet flödar genom totalt 2 vattendrag innan det når havet efter 241 kilometer. Avrinningsområdet består mestadels av skog (92 procent). Avrinningsområdet har 2,42 kvadratkilometer vattenytor vilket ger det en sjöprocent på 4,9 procent.